# 송유담
송유담(1971년 3월 5일 ~ )은 대한민국의 배우이다.

## 학력
- 공주교육대학교 초등교육 학사

## 출연작

### 영화
- 《좀비크러쉬: 헤이리》 (2021년) - 사부님 역
- 《안개 낀 도시》 (2018년) - 장이석 역
- 《굴레: 소녀의 눈》 (2018년) - 미경 지킴이 2 역
- 《선종 무문관》 (2018년)
- 《원더풀 월드》 (2016년) - 백장수 역
- 《사돈의 팔촌》 (2016년) - 삼촌 역
- 《거짓말》 (2015년) - 형부 역
- 《유품정리인》 (2014년) - 기준 역
- 《만신》 (2014년) - 저승사자 역
- 《청춘예찬》 (2014년) - 우동형사 역
- 《네버다이 버터플라이》 (2013년) - 학주 역
- 《재앙의 시작》 (2012년) - 박기찬 역

### 드라마
- 《나쁜 녀석들 : 악의 도시》 (OCN, 2017년)
- 《식샤를 합시다 2》 (tvN, 2015년) - 선원 역[2]
- 《내일도 칸타빌레》 (KBS2, 2014년) - 택시기사 역